# GNU IceCat

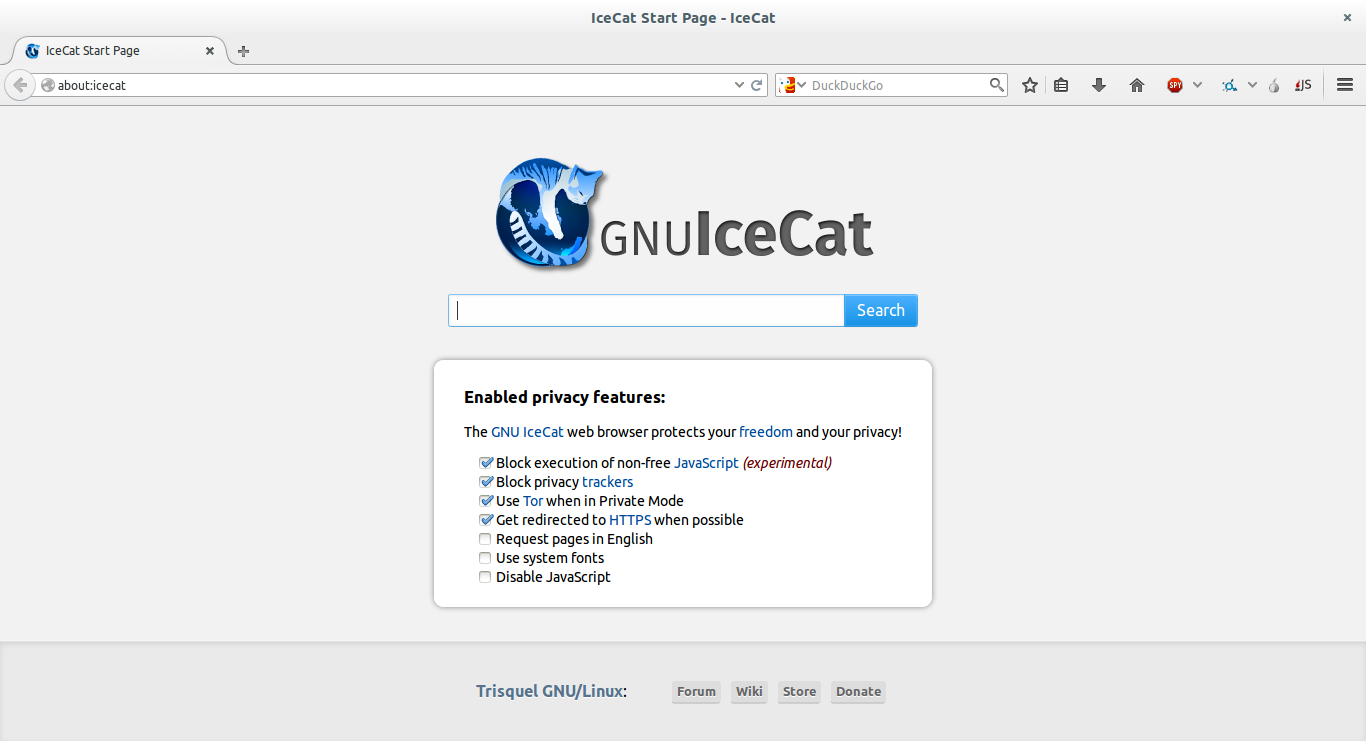
GNU IceCat

GNU IceCat, tidigare känd som GNU IceWeasel, är en variant av webbläsaren Mozilla Firefox som ges ut av GNU-projektet. Den är kompatibel med GNU/Linux, Windows, Android och OS X och distribueras som fri mjukvara.